# 藤村义
藤村义（日语：／ Fujimura Tsutomu，1982年3月28日—），日本男子摔跤运动员。他曾代表日本参加2010年和2014年亚洲运动会摔跤比赛，获得一枚铜牌。他也曾参加2012年夏季奥林匹克运动会。